# Ќ
Ćirilično slovo Ќ (hrvatski Ć iako je izgovor različit) nalazi se u mekedonskom jeziku.